# ددوود، شهرستان بیوت، کالیفرنیا
ددوود (به انگلیسی: Deadwood) یک منطقهٔ مسکونی در ایالات متحده آمریکا است که در شهرستان بیوت، کالیفرنیا واقع شده‌است. ددوود ۵۲۴ متر بالاتر از سطح دریا واقع شده‌است.